# Patrick Ekeng
Patrick Claude Ekeng Ekeng (ur. 26 marca 1990 w Jaunde, zm. 6 maja 2016 w Bukareszcie) – kameruński piłkarz występujący po raz ostatni na pozycji pomocnika w Dinamie Bukareszt.
Zmarł 6 maja 2016 roku na atak serca podczas meczu ligowego.